# Barnim IX di Pomerania
Barnim IX di Pomerania (2 dicembre 1501 – Stettino, 2 novembre 1573) fu duca di Pomerania dal 1523, insieme al fratello Giorgio, e duca di Pomerania-Stettino dal 1532 fino alla sua morte.
Era il figlio terzogenito maschio del duca Boghislao X e della sua seconda moglie Anna di Polonia, figlia del re di Polonia Casimiro IV.

## Biografia
Egli studiò nella città luterana di Wittenberg e dopo la morte del padre, assunse il governo del ducato di Pomerania insieme al fratello Giorgio.
A dispetto delle pretese del Brandeburgo sul ducato, pretese temporaneamente rigettate con il Trattato di Grimnitz del 1529, i due fratelli ottennero il 26 luglio 1530, in occasione della Dieta di Augusta, l'infeudamento diretto da parte dell'imperatore del ducato di Pomerania.
Per difendersi dalla pretese del Brandeburgo sul ducato, Barnim sposò il 2 febbraio 1525 Anna di Brunswick-Lüneburg (1502 - 1568), figlia di Enrico I di Brunswick-Lüneburg e stipulò un trattato di alleanza con il casato dei Welfen.
I fratelli si separarono sempre di più uno dall'altro. Quando Filippo, il figlio di Giorgio, subentrò al padre, il ducato fu diviso in due parti: il ducato di Pomerania-Wolgast e quello di Pomerania-Stettino. La decisione venne presa il 21 ottobre 1532 e realizzata in otto anni. La Pomerania-Stettino toccò a Barnim mentre il vescovato di Cammin fi suddiviso fra zio e nipote.
Nel 1534 si decise di cedere alle sollecitazioni dei sudditi e di migliorare le relazioni ecclesiastiche. Così venne convocata a Trzebiatów un'assemblea ed invitato come rappresentante della parte protestante Johannes Bugenhagen, per elaborare un ordine religioso della Pomerania. I conventi e beni ecclesiastici relativi furono ripartiti dai duchi.
Poiché il ravvicinamento alla parte evangelica era compiuto, i duchi entrarono nel 1536 nella Lega di Smalcalda. Quando scoppiò nel 1546 la guerra smalcaldica, che la Lega perse contro l'imperatore Carlo V, essi si trovarono in una spiacevole situazione, essendo stati nemici del medesimo, tuttavia riuscirono ad evitare sanzioni con il pagamento di una penale.
Dopo la morte di Filippo, Barnim condusse l'amministrazione del ducato di Pomerania-Wolgast fino al raggiungimento della maggior età dei figli del nipote. Poiché egli non aveva eredi maschi, trasmise in eredità a Giovanni Federico di Pomerania il ducato di Stettino e ad Ernesto Ludovico di Pomerania quello di Wolgast, mentre al nipote minorenne Casimiro fu concessa la candidatura alla sede episcopale del vescovato di Cammin, già connesso alla famiglia ducale.

## Discendenza
Da Anna di Braunschweig-Lüneburg Barnim ebbe:
- Maria (1527 - 1554), andata sposa il 16 luglio 1544 al conte Ottone IV di Schauenburg-Pinneberg
- Dorotea (1528 - 1558), andata sposa l'8 luglio 1554 al conte Giovanni I di Mansfeld-Hinterort
- Anna (1531 - 1592), andata sposa il 16 maggio 1557 a Carlo di Anhalt-Zerbst, il 25 agosto 1566, in seconde nozze, al margravio di Meißen, Enrico VI di Plauen ed infine il 23 settembre 1576 in terze nozze a Jobst III, conte di Barby-Mühlingen
- Sibilla (1541 - 1564)
- Boghislao (XII) (nato e deceduto nel 1542)

## Ascendenza
|                                                                           |                                                   |                                                                          | Genitori                                                                 |  |  | Nonni |  |  | Bisnonni                                    |  |  | Trisnonni                               |  |
|                                                                           |                                                   |                                                                          |                                                                          |  |  |       |  |  | Vartislao IX, VII duca di Pomerania-Wolgast |  |  | Barnim VI, VI duca di Pomerania-Wolgast |  |
|                                                                           |                                                   |                                                                          |                                                                          |  |  |       |  |  | Vartislao IX, VII duca di Pomerania-Wolgast |  |  | Barnim VI, VI duca di Pomerania-Wolgast |  |
|                                                                           |                                                   | Veronica di Norimberga                                                   |                                                                          |  |  |       |  |  | Vartislao IX, VII duca di Pomerania-Wolgast |  |  |                                         |  |
| Eric II, VIII duca di Pomerania-Wolgast e X duca di Pomerania-Stettino    |                                                   |                                                                          |                                                                          |  |  |       |  |  | Vartislao IX, VII duca di Pomerania-Wolgast |  |  |                                         |  |
|                                                                           |                                                   | Sofia di Sassonia-Lauenburg                                              | Eric IV, I duca di Sassonia-Lauenburg                                    |  |  |       |  |  |                                             |  |  |                                         |  |
|                                                                           |                                                   | Sofia di Sassonia-Lauenburg                                              | Eric IV, I duca di Sassonia-Lauenburg                                    |  |  |       |  |  |                                             |  |  |                                         |  |
|                                                                           |                                                   | Sofia di Sassonia-Lauenburg                                              | Sofia di Brunswick-Wolfenbüttel                                          |  |  |       |  |  |                                             |  |  |                                         |  |
| Boghislao X, IX duca di Pomerania-Wolgast e XI duca di Pomerania-Stettino |                                                   | Sofia di Sassonia-Lauenburg                                              |                                                                          |  |  |       |  |  |                                             |  |  |                                         |  |
|                                                                           |                                                   | Boghislao IX, VI duca di Pomerania-Stolp e II duca di Pomerania-Stargard | Boghislao VIII, V duca di Pomerania-Stolp e I duca di Pomerania-Stargard |  |  |       |  |  |                                             |  |  |                                         |  |
|                                                                           |                                                   | Boghislao IX, VI duca di Pomerania-Stolp e II duca di Pomerania-Stargard | Boghislao VIII, V duca di Pomerania-Stolp e I duca di Pomerania-Stargard |  |  |       |  |  |                                             |  |  |                                         |  |
|                                                                           |                                                   | Boghislao IX, VI duca di Pomerania-Stolp e II duca di Pomerania-Stargard | Sofia di Holstein-Rendsburg                                              |  |  |       |  |  |                                             |  |  |                                         |  |
| Sofia di Pomerania-Stolp                                                  |                                                   | Boghislao IX, VI duca di Pomerania-Stolp e II duca di Pomerania-Stargard |                                                                          |  |  |       |  |  |                                             |  |  |                                         |  |
|                                                                           |                                                   | Maria di Masovia                                                         | Siemowit IV, XVII duca di Masovia                                        |  |  |       |  |  |                                             |  |  |                                         |  |
|                                                                           |                                                   | Maria di Masovia                                                         | Siemowit IV, XVII duca di Masovia                                        |  |  |       |  |  |                                             |  |  |                                         |  |
|                                                                           |                                                   | Maria di Masovia                                                         | Alessandra di Lituania                                                   |  |  |       |  |  |                                             |  |  |                                         |  |
| Barnim IX, X duca di Pomerania-Wolgast e XII duca di Pomerania-Stettino   |                                                   | Maria di Masovia                                                         |                                                                          |  |  |       |  |  |                                             |  |  |                                         |  |
|                                                                           | Ladislao II, re di Polonia e granduca di Lituania | Algirdas, granduca di Lituania                                           |                                                                          |  |  |       |  |  |                                             |  |  |                                         |  |
|                                                                           | Ladislao II, re di Polonia e granduca di Lituania | Algirdas, granduca di Lituania                                           |                                                                          |  |  |       |  |  |                                             |  |  |                                         |  |
|                                                                           | Ladislao II, re di Polonia e granduca di Lituania | Uliana di Tver'                                                          |                                                                          |  |  |       |  |  |                                             |  |  |                                         |  |
| Casimiro IV, re di Polonia e granduca di Lituania                         | Ladislao II, re di Polonia e granduca di Lituania |                                                                          |                                                                          |  |  |       |  |  |                                             |  |  |                                         |  |
|                                                                           |                                                   | Sofia Alšėniškė                                                          | Andrea di Halshany                                                       |  |  |       |  |  |                                             |  |  |                                         |  |
|                                                                           |                                                   | Sofia Alšėniškė                                                          | Andrea di Halshany                                                       |  |  |       |  |  |                                             |  |  |                                         |  |
|                                                                           |                                                   | Sofia Alšėniškė                                                          | Alessandra di Drutsk                                                     |  |  |       |  |  |                                             |  |  |                                         |  |
| Anna di Polonia                                                           |                                                   | Sofia Alšėniškė                                                          |                                                                          |  |  |       |  |  |                                             |  |  |                                         |  |
|                                                                           |                                                   | Alberto II, imperatore del Sacro Romano Impero                           | Alberto IV, V arciduca d'Austria                                         |  |  |       |  |  |                                             |  |  |                                         |  |
|                                                                           |                                                   | Alberto II, imperatore del Sacro Romano Impero                           | Alberto IV, V arciduca d'Austria                                         |  |  |       |  |  |                                             |  |  |                                         |  |
|                                                                           |                                                   | Alberto II, imperatore del Sacro Romano Impero                           | Giovanna di Baviera                                                      |  |  |       |  |  |                                             |  |  |                                         |  |
| Elisabetta d'Austria                                                      |                                                   | Alberto II, imperatore del Sacro Romano Impero                           |                                                                          |  |  |       |  |  |                                             |  |  |                                         |  |
|                                                                           |                                                   | Elisabetta di Lussemburgo                                                | Sigismondo, imperatore del Sacro Romano Impero                           |  |  |       |  |  |                                             |  |  |                                         |  |
|                                                                           |                                                   | Elisabetta di Lussemburgo                                                | Sigismondo, imperatore del Sacro Romano Impero                           |  |  |       |  |  |                                             |  |  |                                         |  |
|                                                                           |                                                   | Elisabetta di Lussemburgo                                                | Barbara di Cilli                                                         |  |  |       |  |  |                                             |  |  |                                         |  |
|                                                                           |                                                   | Elisabetta di Lussemburgo                                                |                                                                          |  |  |       |  |  |                                             |  |  |                                         |  |